# Messaoud Dris
Messaoud Redouane Dris (en arabe : مسعود رضوان دريس) né le 13 septembre 2001 à Oran, est un judoka algérien qui combat en catégorie des moins de 73 kg. Il a aussi combattu dans la catégorie des moins de 66 kg en juniors.

## Carrière
Messaoud Dris a débuté le judo à l'âge de neuf ans au CS Ouled El-Bahia à Oran en Algérie. En 2022, Dris remporte la médaille d'or aux Jeux Méditerranéens à Oran, sa ville natale. « Gagner dans ma ville natale, c'était exceptionnel et magique.» En 2022, 2023 et 2024 il remporte consécutivement les championnats d'Afrique de judo. Il participe aux Championnats du monde de judo en 2022, 2023. Le 4 janvier 2023, il rejoint le club Paris Saint-Germain Judo,.
En 2024, il represente l'Algérie en judo aux Jeux olympiques d'été de 2024 à Paris. Il est inscrit dans la catégorie des moins de 73 kg. Alors qu'il devait affronter le judoka israélien Tohar Butbul, Messaoud Dris est disqualifié après une pesée à 73,4 kg.

## Palmarès

### Grand prixIJF
- Médaille d'argent en moins de 73 kg au Grand prix IJF 2023 à Zagreb

### Championnats d'Afrique juniors
- Médaille d'or en moins de 66 kg aux Championnats d'Afrique juniors 2019 à Dakar

### Championnats d'Afrique
- Médaille d'or en moins de 73 kg aux Championnats d'Afrique 2022 à Oran
- Médaille d'or en moins de 73 kg aux Championnats d'Afrique 2023 à Casablanca
- Médaille d'or en moins de 73 kg aux Championnats d'Afrique 2024 à Le Caire
- Médaille d'argent par équipe aux Championnats d'Afrique 2025 à Abidjan
- Médaille de bronze en moins de 73 kg aux Championnats d'Afrique 2025 à Abidjan

### Jeux méditerranéens
- Médaille d'or en moins de 73 kg aux Jeux méditerranéens de 2022 à Oran

### Jeux panarabes
- Médaille d'or en moins de 73 kg aux Jeux panarabes de 2023 en Algérie